# Einnahmeaufteilung
Die Einnahmeaufteilung ist die Verteilung der Fahrgeldeinnahmen zwischen Verkehrsunternehmen, die einen gemeinsamen Tarif anerkennen.
In einem Verkehrsverbund wird der Vertrieb und die daraus erzielten Fahrgelderlöse vom Verbund organisiert. Dabei wird Verkehrsleistung durch verschiedene Verkehrsunternehmen zu einem einheitlichen Tarif erbracht. Die beteiligten Unternehmen erkennen wechselseitig und unternehmensübergreifend die von den Tarifpartnern ausgegebenen Fahrausweise an. 

## Schlüssel für die Einnahmeaufteilung

### Platzkilometer
Bei dieser Berechnungsgrundlage wird die gefahrene Kilometerleistung mit den Sitz- und Stehplatzkapazitäten multipliziert und als Berechnungsgrundlage genommen. Dabei spielt es keine Rolle, ob tatsächlich Fahrgäste befördert werden.

### Personenkilometer oder Ertragskraft
Die Einnahmeaufteilung kann auch nach den tatsächlich beförderten Fahrgästen und die durch sie zurückgelegten Strecken stattfinden, zum Beispiel unmittelbar auf Grundlage der Personenkilometer.
Bei einem vertriebsdatengestützten Verfahren wird dabei auf die Verkaufsdaten wie Ein- und Ausstiegshalt bzw. -zone der einzelnen Fahrscheine zurückgegriffen. Insbesondere bei Netzkarten oder großen Tarifzonen lassen diese Daten jedoch keine eindeutige Zuordnung zu einem Verkehrsunternehmen zu. Stattdessen kann eine erhebungsgestützte Aufteilung stattfinden, bei der die Zuordnung auf Grundlage von Fahrgastzählungen und -befragungen erfolgt. Auch eine Kombination beider Prinzipien ist möglich.